# Minervina
Minervina (fine III secolo – prima del 307) sposò Costantino I, quando questi era molto giovane e non era imperatore, ed ebbe da lui un figlio, Crispo..
Quando Costantino ebbe bisogno di rafforzare i suoi legami con i tetrarchi, sposò Fausta, figlia dell'imperatore Massimiano (307). È possibile che Minervina fosse in tale occasione ripudiata, ma è più probabile che fosse già morta. È stato anche suggerito che Minervina fosse una parente, forse la nipote, di Diocleziano, in quanto gli altri elementi del collegio imperiale – Costanzo Cloro, Galerio e Massenzio – avevano sposato le figlie del collega di Diocleziano.